# Coulommiers-la-Tour
Coulommiers-la-Tour là một xã thuộc tỉnh Loir-et-Cher trong vùng Centre-Val de Loire miền trung nước Pháp.